# Sleutelhanger

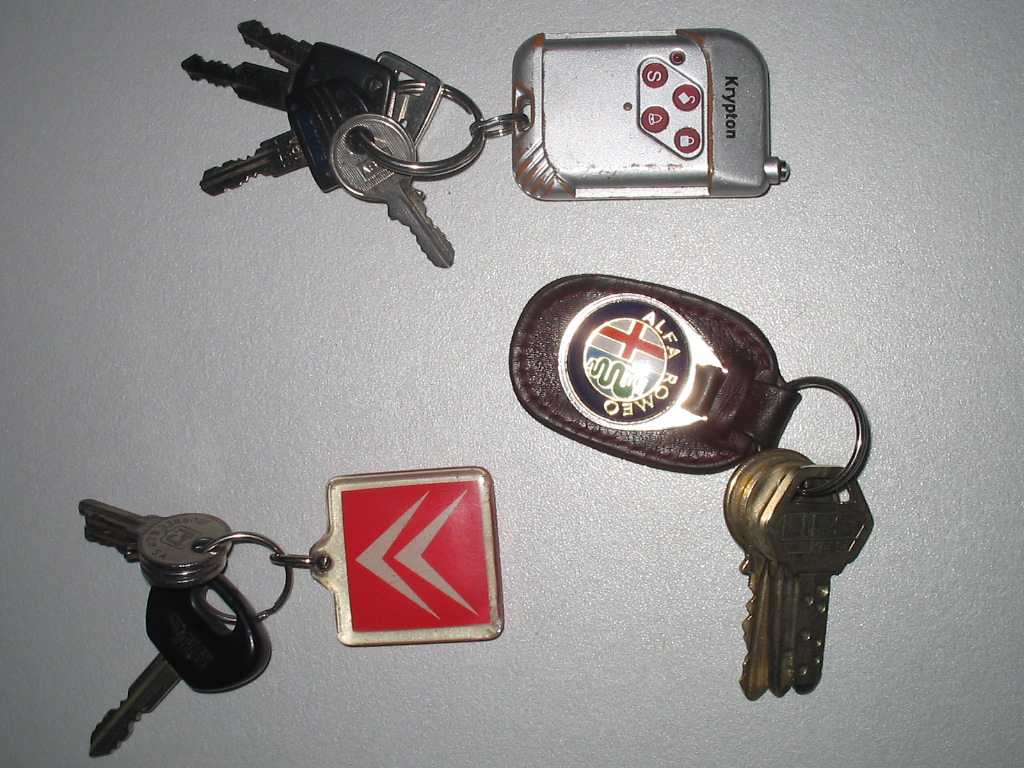
Sleutelhangers

Een sleutelhanger is een klein voorwerp (geen sleutel) dat aan een sleutelring wordt bevestigd of dat een geheel vormt met een sleutelring. 

## Functionaliteit
Vaak dient een sleutelhanger alleen ter versiering.
Soms zit er een lampje in, wat handig is om in het donker een sleutelgat te zoeken. 
Verder kan de sleutelhanger een foto of ander plaatje bevatten.
Duidelijk functioneel is de sleutelhanger waarop vermeld staat waar de sleutel voor dient.
Aan een dergelijke sleutelhanger wordt meestal maar één sleutel bevestigd.
Hotels gebruiken heel grote sleutelhangers, waarmee verhinderd wordt dat de gasten een sleutel meenemen.
Voor autosleutels bestaan ook sleutelhangers met ingebouwde afstandsbediening voor de centrale deurvergrendeling.

## Reclame
Sleutelhangers worden vaak als presentje aan klanten weggegeven. Ze zijn er in verschillende materialen, en kunnen onder meer bedrukt worden met het logo van een bedrijf.

## Verzamelobject
Voor sommige mensen zijn sleutelhangers een verzamelobject. Sommige verzamelaars verzamelen alle soorten sleutelhangers, maar er zijn er ook die alleen een bepaald soort verzamelen. Bijvoorbeeld:
- Pluchesleutelhangers
- Souvenirsleutelhangers (liefst van plaatsen die ze zelf bezocht hebben)
- Reclamesleutelhangers